# Aphelodoris lawsae
Aphelodoris lawsae is een slakkensoort uit de familie van de Dorididae. De wetenschappelijke naam van de soort werd voor het eerst geldig gepubliceerd in 1966 door Burn.